# یواس‌سی‌جی‌سی کمبل (دبلیوپی‌جی-۳۲)
یواس‌سی‌جی‌سی کمبل (دبلیوپی‌جی-۳۲) (به انگلیسی: USCGC Campbell (WPG-32)) یک کشتی بود که طول آن ۳۲۷ فوت (۱۰۰ متر) بود. این کشتی در سال ۱۹۳۶ ساخته شد.